# アントワーヌ・ビュシー

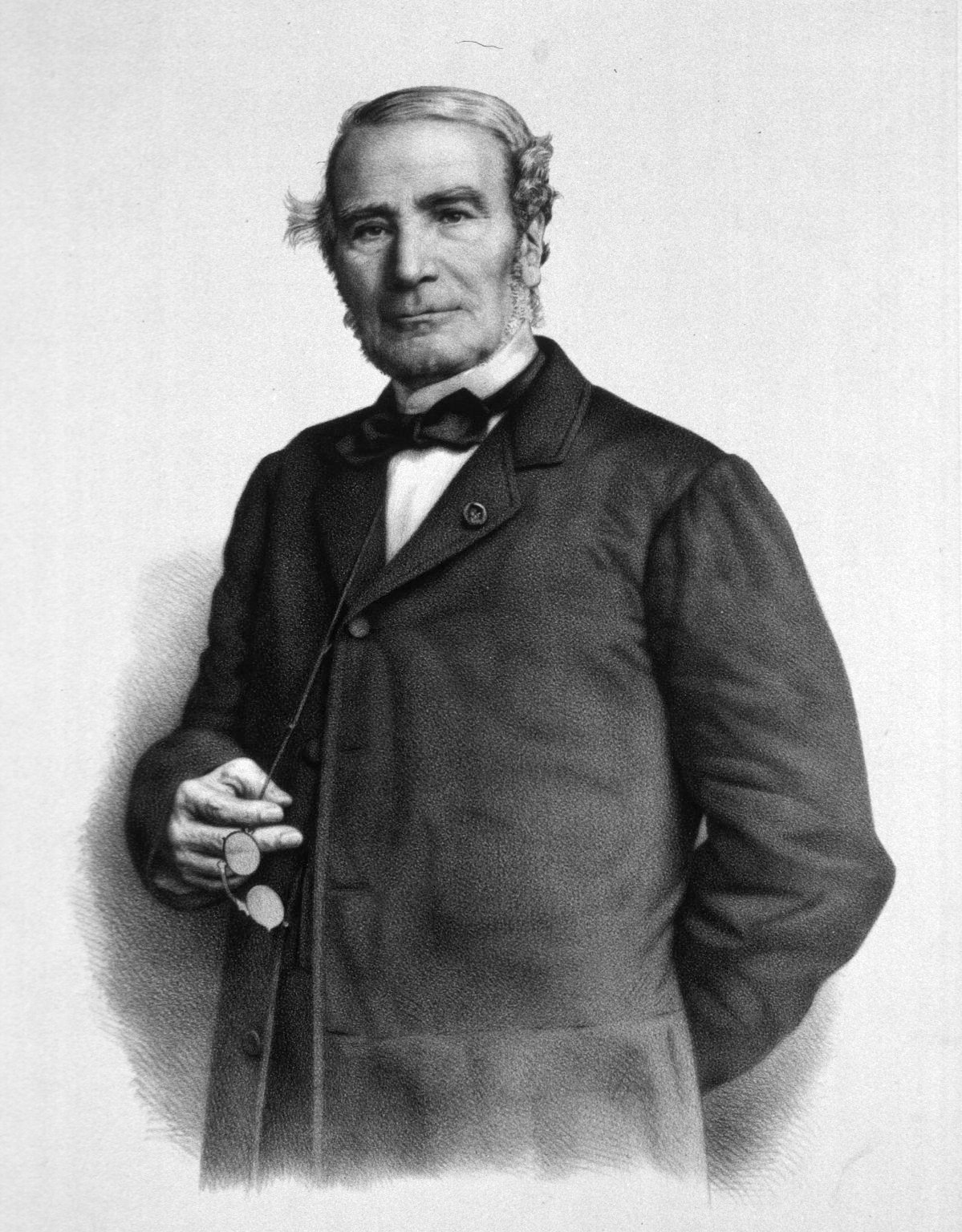
アントワーヌ・ビュシー

アントワーヌ・ビュシー（Antoine Alexandre Brutus Bussy、1794年5月29日- 1882年2月1日）はフランスの化学者である。1828年ベリリウムの単離に成功した。
1823年にパリのl'École de Pharmacie で化学の学位をとり、1832年には薬学の学位をとった。1824年から1874まで母校で教授をし、1856年にl'Académie de Médecine と Société de Pharmacieの会長になった。
1828年、フリードリヒ・ヴェーラーと、同時期にベリリウムの単離に成功した。1830年マグネシウムの単離に成功した（1809年にハンフリー・デービーがごく少量の単離に成功している。）有機化学の研究も始め、1833年にアセトンの命名をした。